# الیور اتو
الیور اتو (انگلیسی: Oliver Otto؛ زادهٔ ۲۱ نوامبر ۱۹۷۲) بازیکن فوتبال سابق اهل آلمان است.
از باشگاه‌هایی که در آن بازی کرده‌است می‌توان به باشگاه فوتبال اشتوتگارت اشاره کرد.